# ماکسیم آکتیسوف
ماکسیم آکتیسوف (روسی: Максим Константинович Актисов؛ زادهٔ ۲۸ ژانویهٔ ۲۰۰۰) بازیکن فوتبال است. 
از باشگاه‌هایی که در آن بازی کرده‌است می‌توان به باشگاه فوتبال اسپارتاک-۲ مسکو اشاره کرد.